# Limbella conspissata
Limbella conspissata là một loài Rêu trong họ Neckeraceae. Loài này được (Hook. f. & Wilson) Müll. Hal. miêu tả khoa học đầu tiên năm 1889.